# آندرو ترولپ
آندرو ترولپ (انگلیسی: Andrew Trollope؛ – ۱ ژانویهٔ ۱۴۶۱) یک سرباز انگلیسی بود که در طول مراحل بعد از جریانات جنگ صد ساله و همین‌طور در زمان جنگ داخلی انگلستان مشهور به جنگ رزها مشارکت داشت، وی متولد یک خانواده از دورهام بود، او حرفه نظامی‌گری را در فرانسه و در سال ۱۴۲۰ به عنوان یک جنگاور آغاز کرد، اولین مشارکت عمده وی در تومبلاین و تحت امر توماس دی برگ صورت گرفت و سپس به پادگان فرنسای-لی-ویکومت و کان، تحت امر سر جان فاستولف خدمت کرد، وی همچنین در حمله دوک سامرست به پیکاردی در فوریه ۱۴۴۰ مشارکت داشت، در ۱۴۴۲ توسط سر ریچارد وودویل در فرنسای به مقام ستوانی رسید